# Берли (Айдахо)
Бе́рли (англ. Burley) — окружной центр округа Каша штата Айдахо, США. На 2010 год численность населения составляла 10 345 человек.

## История
Берли был основан в 1905 году. Своё название он получил в честь агента по оформлению пассажиров компании «Oregon Short Line Railroad» (англ.) Дэвида Берли. Статус города Берли получил 19 июля 1909 года. 5 ноября 1918 года благодаря усилиям местных жителей окружной центр округа Каша был перенесён из Албиона в Берли. В 1939 году было построено здание окружного суда, использующееся правительством округа и поныне.

## Описание
Берли расположен в излучине реки Снейк. Основная его часть располагается в северной части округа Каша, другая же часть — в округе Минидока. Высота центральной части города составляет 1269 м. Площадь города составляет 16,15 км², из которых 0,3 км² приходится на водную поверхность. Через город проходят автомагистрали ID-19 и US 30. При городе имеется аэропорт.
Согласно данным за 2010 год, население Берли составляло 10 345 человек Плотность населения равна 641 чел./км². Средний возраст населения — 30 лет и 10 месяцев. Половой состав населения: 49,6 % — мужчины, 50,4 % — женщины. Расовый состав населения по оценкам на 2010 год:
- белые — 77,2 %;
- афроамериканцы — 0,4 %;
- индейцы — 1,7 %;
- азиаты — 0,7 %;
- две и более расы — 3,3 %.

|                                                             | \| Климатограмма Берли \| Климатограмма Берли \| Климатограмма Берли \| Климатограмма Берли \| Климатограмма Берли \| Климатограмма Берли \| Климатограмма Берли \| Климатограмма Берли \| Климатограмма Берли \| Климатограмма Берли \| Климатограмма Берли \| Климатограмма Берли \| \| ----------------------------------------------------------- \| ------------------- \| ------------------- \| ------------------- \| ------------------- \| ------------------- \| ------------------- \| ------------------- \| ------------------- \| ------------------- \| ------------------- \| ------------------- \| \| Я \| Ф \| М \| А \| М \| И \| И \| А \| С \| О \| Н \| Д \| \| 30.0 3 −7 \| 21.1 7 −4 \| 27.4 12 −1 \| 24.6 17 2 \| 32.5 21 6 \| 22.1 27 10 \| 8.9 32 13 \| 10.4 31 12 \| 16.3 25 7 \| 17.0 18 2 \| 25.4 9 −3 \| 25.7 3 −7 \| \| Температура в °C • Сумма осадков в мм Источник: weather.com \| \| \| \| \| \| \| \| \| \| \| \| |            |           |           |            |           |            |           |           |           |           |
| Климатограмма Берли                                         | |            |           |           |            |           |            |           |           |           |           |
| Я                                                           | Ф | М          | А         | М         | И          | И         | А          | С         | О         | Н         | Д         |
| 30.0 3 −7                                                   | 21.1 7 −4 | 27.4 12 −1 | 24.6 17 2 | 32.5 21 6 | 22.1 27 10 | 8.9 32 13 | 10.4 31 12 | 16.3 25 7 | 17.0 18 2 | 25.4 9 −3 | 25.7 3 −7 |
| Температура в °C • Сумма осадков в мм Источник: weather.com | |            |           |           |            |           |            |           |           |           |           |

### Данные по динамике численности населения
- Riley Moore Moffat. Population History of Western U.S. Cities and Towns, 1850-1990. — Scarecrow Press, 1996. — 344 с. — ISBN 9780810830332.
- Subcounty population estimates: Idaho 2000-2007 (CSV). US Census Bureau. Дата обращения: 15 августа 2010. Архивировано из оригинала 26 сентября 2008 года.